# Gröm (Gemeinde Steinerkirchen)
Gröm ist ein Ort im Almtal im Traunviertel Oberösterreichs, und gehört zur Gemeinde Steinerkirchen an der Traun im Bezirk Wels-Land.

## Geographie
Der Weiler befindet sich etwa 15 Kilometer südwestlich von Wels, knapp 3 Kilometer südwestlich von Bad Wimsbach-Neydharting. Er umfasst nur etwa ein halbes Dutzend Gebäude.
Der Ort liegt auf um die 415 m ü. A. Höhe rechtsufrig oberhalb der Alm, die etwa 50 Höhenmeter unterhalb verläuft. Hier fällt das Traun-Enns-Riedelland westwärts zum Unteren Almtal ab.
Direkt unterhalb beginnen die Hartholz- und Kiefernauwälder, die als Naturschutzgebiet Almauen (N125) ausgewiesen sind, das auch vollständig zum Europaschutzgebiet Untere Traun (Vogelschutzgebiet, EU11/AT3113000) gehört.
Nachbarorte
| Untere Au (Gem. Bad Wimsbach-Neydharting)   | Atzing                                      | Kriegsham |
| Mittlere Au (Gem. Bad Wimsbach-Neydharting) | Kompassrose, die auf Nachbargemeinden zeigt |           |
| In der Au                                   | Reuharting                                  | Eden      |

## Geschichte
Im 18. Jahrhundert findet sich der Ort als Unter- und Ober-Gröbing. 
Die drei Gehöfte, zwei davon noch heute landestypische Vierkanter, sind im 19. Jahrhundert als das Obersgut (Atzing 3), das Untersgut (Atzing 2), und das Weingromgut (Atzing 4) nördlich genannt.